# Matteo Perez d'Aleccio

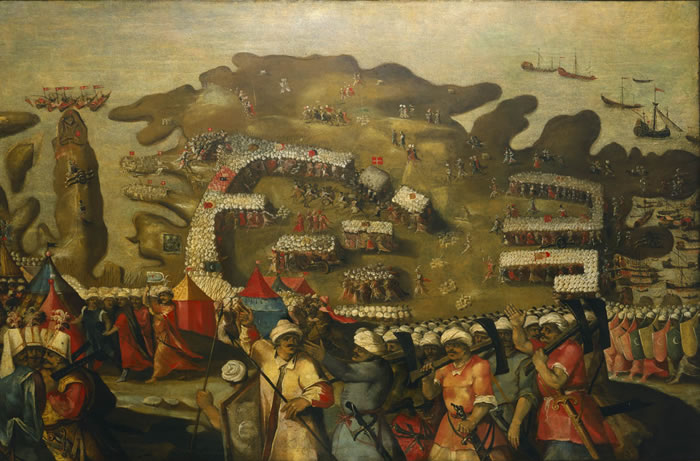
O Cerco de Malta - chegada dos turcos. Acima, à direita pode-se observar o Gran Puerto e a linha de terra, sobre a qual se edificaria Valeta.

Matteo Perez d'Aleccio (Lecce 1547 — Lima, 1628) foi um pintor italiano especializado em devocionários e figuras históricas e marítimas. Também era conhecido como Matteo da Lecce.
Estudou com Michelangelo, chegando a trabalhar na Capela Sistina, no Vaticano. Pertenceu à Accademia di San Luca, em Roma.
Realizou uma viagem a Nápoles, onde conheceu o artista Pablo Morón, que se transformaria em seu assistente por muitos anos. As obras mais importantes de d'Aleccio podem ser vistas em Roma e suas proximidades. Entre as mais destacadas estão o afresco Disputa sobre o corpo de Moisés (1574 aproximadamente) na Capela Sistina, afrescos em Villa d'Este, em Tivoli e em Villa Mondragone, em Frascati. Também trabalhou em Malta (desde 1576), em Sevilha (na década de 1580) e por último no Novo Mundo, em Lima (desde 1589) onde morreu.
A Sala de São Miguel e São Jorge, também conhecida como Sala do Trono, no Palácio do Grão-Mestre, em Valeta contém treze afrescos que reproduzem o Cerco de Malta por parte das tropas de Solimão, o Magnífico, em 1565.
Atribui-se-lhe a introdução do maneirismo em Malta, precisamente por meio destes afrescos. Pintados entre 1575 e 1581, junto a estes, Matteo pinta as mesmas cenas sobre tela. Quatro destas telas se encontram hoje na Cube Room da Queen's House de Greenwich.
Em anos vindouros pintou um São Cristóvão para a Catedral de Sevilha e mais tarde, o mesmo santo na Catedral de Lima. Além de trabalhar na decoração de outras igrejas e conventos.
Suas pinturas, rica em detalhes e muito decorativas, apresentam a notável característica de reproduzir com exatidão os vestidos, as armaduras, a arquitetura militar e as formações de batalha. Tudo isto tem transformado suas obras em uma ferramenta de estudos para a investigação histórica destas matérias.

## Galeria

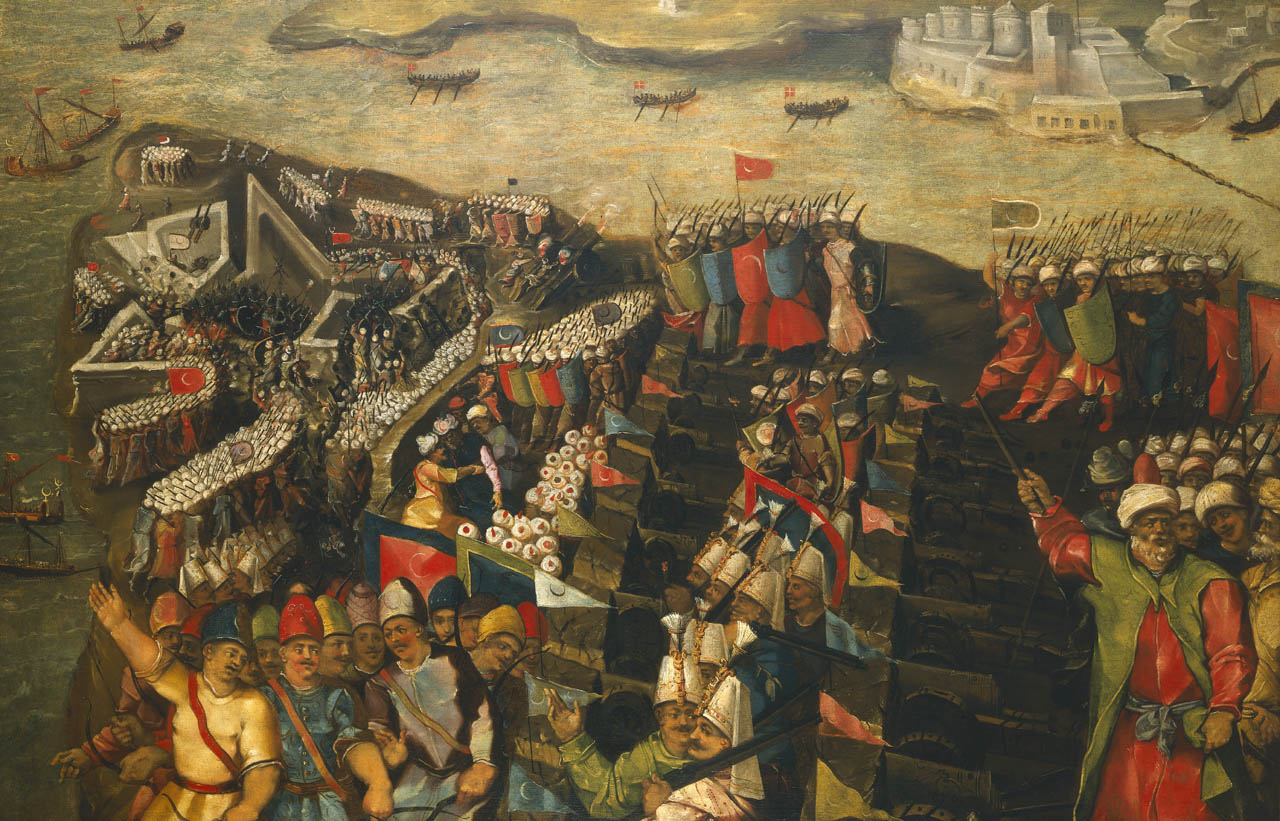
Cerco de Malta
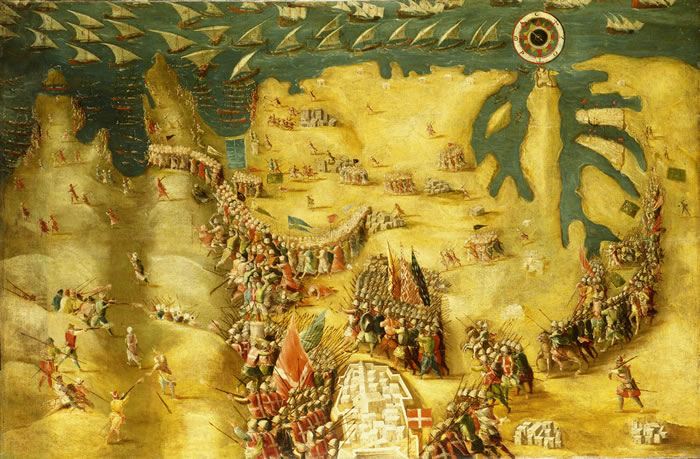
Cerco de Malta